# Sauto
Sauto is een gemeente in het Franse departement Pyrénées-Orientales (regio Occitanie) en telt 86 inwoners (2009). De plaats maakt deel uit van het arrondissement Prades.

## Geografie
De oppervlakte van Sauto bedraagt 8,5 km², de bevolkingsdichtheid is dus 10,1 inwoners per km².

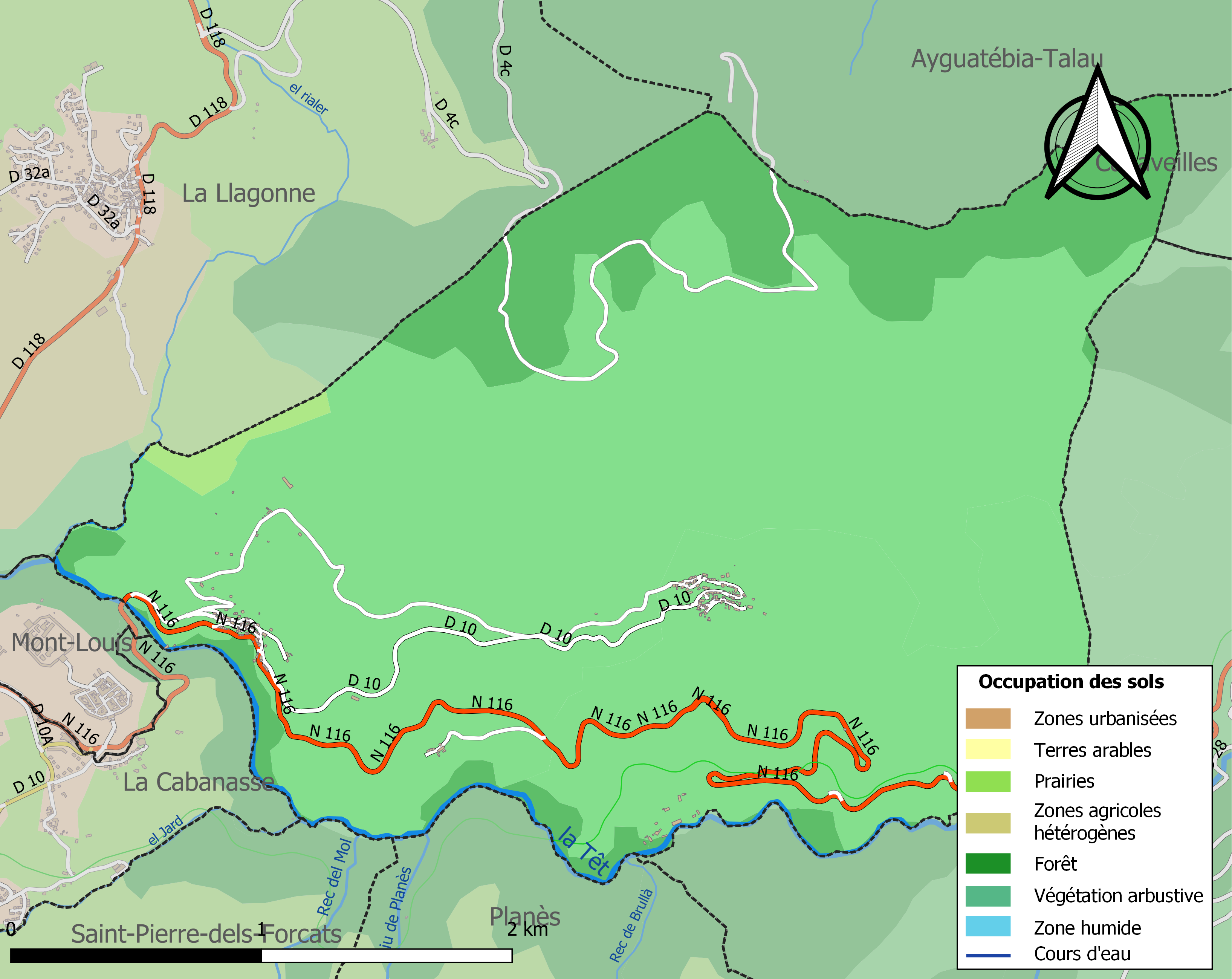
Kaart van de gemeente met de belangrijkste infrastructuur, bodemgebruik en omliggende gemeenten

## Verkeer en vervoer
In de gemeente ligt spoorwegstation Sauto.

## Demografie
Onderstaande figuur toont het verloop van het inwonertal (bron: INSEE-tellingen).